# Petr Czernin
Petr Rudolf hrabě Czernin z a na Chudenicích (německy Peter Rudolf Graf Czernin von und zu Chudenitz; 25. listopadu 1907 Vinoř – 31. října 1967 Vídeň) byl česko-rakouský šlechtic z vinořské větve rodu Czerninů (Černínů) z Chudenic, syn rakousko-uherského ministra zahraničí, Otakara Černína.

## Život
Petr Rudolf vystudoval práva na univerzitě ve Štýrském Hradci, kde v roce 1933 získal doktorský titul. Po přesídlení do Vídně se stal v roce 1936 osobním referentem ministra bez portfeje Edmunda Glaise-Horstenau. V letech 1936–1938 pracoval na univerzitě ve Vídni.
Po anexi Rakouska v roce 1938 byl referentem na úřadě pro stát a hospodářství říšského komisařství pro sjednocení Rakouska s Německou říší. Ve stejném roce byl povýšen na SS-Obersturmführera.
Od roku 1947 pracoval v oblasti turismu a bydlel v Badenu jako hoteliér.